# Florence Fuller
Florence Ada Fuller (1867 – 17 de julio de 1946) fue una artista australiana nacida en Sudáfrica. Originalmente de Port Elizabeth, Fuller emigró siendo niña a Melbourne con su familia. Allí, ella recibió clases con su tío Robert Hawker Dowling y la maestra Jane Sutherland. Tomó clases en la Escuela de Arte Victoria de la Galería Nacional, convirtiéndose en una artista profesional en los últimos años de 1880s. En 1892, parte de Australia, viajando primero a Sudáfrica, donde conoció y pintó para Cecil Rhodes, y luego continuó su viaje en Europa. Vivió y estudió allí en la década siguiente, además de retornar a Sudáfrica en 1899 para pintar el retrato de Rhodes. Entre 1895 y 1904 su trabajo fue exhibido en el Salón de París y en la Academia Real de Londres (London Royal Academy).
En 1904, Fuller volvió a Australia, viviendo en Perth. Se convirtió una participante activa en la Sociedad Teosófica y pintó algunos de sus más conocidos trabajos, incluyendo "La Hora Dorada", descrita por la Galería Nacional de Australia como una pieza maestra. cuando adquirió su trabajo en 2013. A comienzos de 1908, Fuller viajó extensivamente, viviendo en India y en Inglaterra antes establecerse en Sídney. Allí, ella fue la maestra inaugural del dibujo en vivo en la Escuela de Bellas Artes y de Artes Aplicadas establecida en 1920 por la Nueva Sociedad de Mujeres Pintoras de Gales del Sur. Murió en 1946.
Considerada en vida como retratista y paisajista, hacia 1914 la obra de Fuller fue exhibida en cuatro galerías públicas, tres en Australia y una en Sudáfrica, un récord para una mujer australiana, artista plástica en esa época, a pesar de que frecuentemente era omitida en el trabajo de referencia de los artistas australianos. Sus pinturas están presentes en instituciones como la Galería de Arte del Sur de Australia, la Galería de Arte del Oeste de Australia, la Galería Nacional de Australia, la Galería Nacional de Victoria y la Galería Nacional de Retratos de Australia.

## Primeros años y carrera
Florence Fuller nació en Puerto Elizabeth, Sudáfrica en 1867, hija de Louisa. La única fuente que identifica el nombre de la esposa de John Hobson Fuller es una nota de periódico perteneciente a otra de sus hijas, Lily Vines Fuller. y John Hobson Fuller. Tuvo varios hermanos, incluyendo a sus hermanas Amy Fuller y Christie Fuller, ambas cantantes. La familia emigró a Australia cuando Florence era una niña. Trabajó como institutriz mientras estudiaba arte, y primero tomó clases en Escuela de Arte Victoria de la Galería Nacional en 1883, luego para retomar sus estudios en 1888. Durante este periodo fue estudiante de Jane Sutherland, referida por el Diccionario Australiano de Biografía como "la artista femenina líder en el grupo de pintores de Melbourne que rompió con las tradiciones de estudio de arte del siglo XIX al hacer esbozos y pintar directamente de la naturaleza".
El tío de Fuller fue Robert Hawker Dowling, un pintor del orientalismo y los sujetos aborígenes, así como también los retratos y las miniaturas. Nacido en Gran Bretaña, había crecido en Tasmania y ganaba su sustento como retratista, antes de retornar a su Inglaterra nativa a los 30 años de edad. Durante las próximas dos décadas, sus trabajos fueron exhibidos en la Academia Real. Volvió a Australia en 1885, y Florencia Fuller se convirtió en su alumna. En ese año, con 18 años de edad, Fuller recibió una comisión de parte de Ann Fraser Bon, filántropa dedicada a la causa del pueblo aborigen en Victoria, Australia. La comisión fue para el "Último Jefe Barak de la Tribu de Aborígenes Yarra Yarra", un retrato en lienzo al óleo del líder australiano indígena William Barak, que fue adquirido posteriormente por la Biblioteca Pública de Victoria. Aunque es un trabajo importante usado en general para ilustrar esta figura significativa en al historia de Australia, las interpretaciones de los retratos de Fuller son variadas: un crítico de arte notó la objetividad de la pintura y la evitación del romanticismo hacia los aborígenes, mientras que otro concluyó que "Fuller está pintando un ideal en lugar de a una persona".
En 1886, Dowling volvió a Inglaterra. Fuller dejó su trabajo como institutriz y volvió a pintar a tiempo completo. Había abierto su propio estudio antes de cumplir los 20 años de edad. Dowling intentó volver a Australia, dejando atrás un retrato incompleto de la esposa del gobernador de Victoria, Lady Loch. Murió, sin embargo, al poco tiempo de llegar a Inglaterra; Fuller entonces completó el trabajo de Dowling y Lady Loch se convirtió en su patrona. Otros retratos le siguieron: dos dibujos de niños de la calle, titulado "Cansado" y "Desolado", en 1888; y "Con Reproche Gentil" alrededor de 1889. También, en ese año, obtuvo el premio de la Sociedad de artistas victorianos por el mejor retrato de una artista de menos de 25 años de edad.

## Europa y Sudáfrica

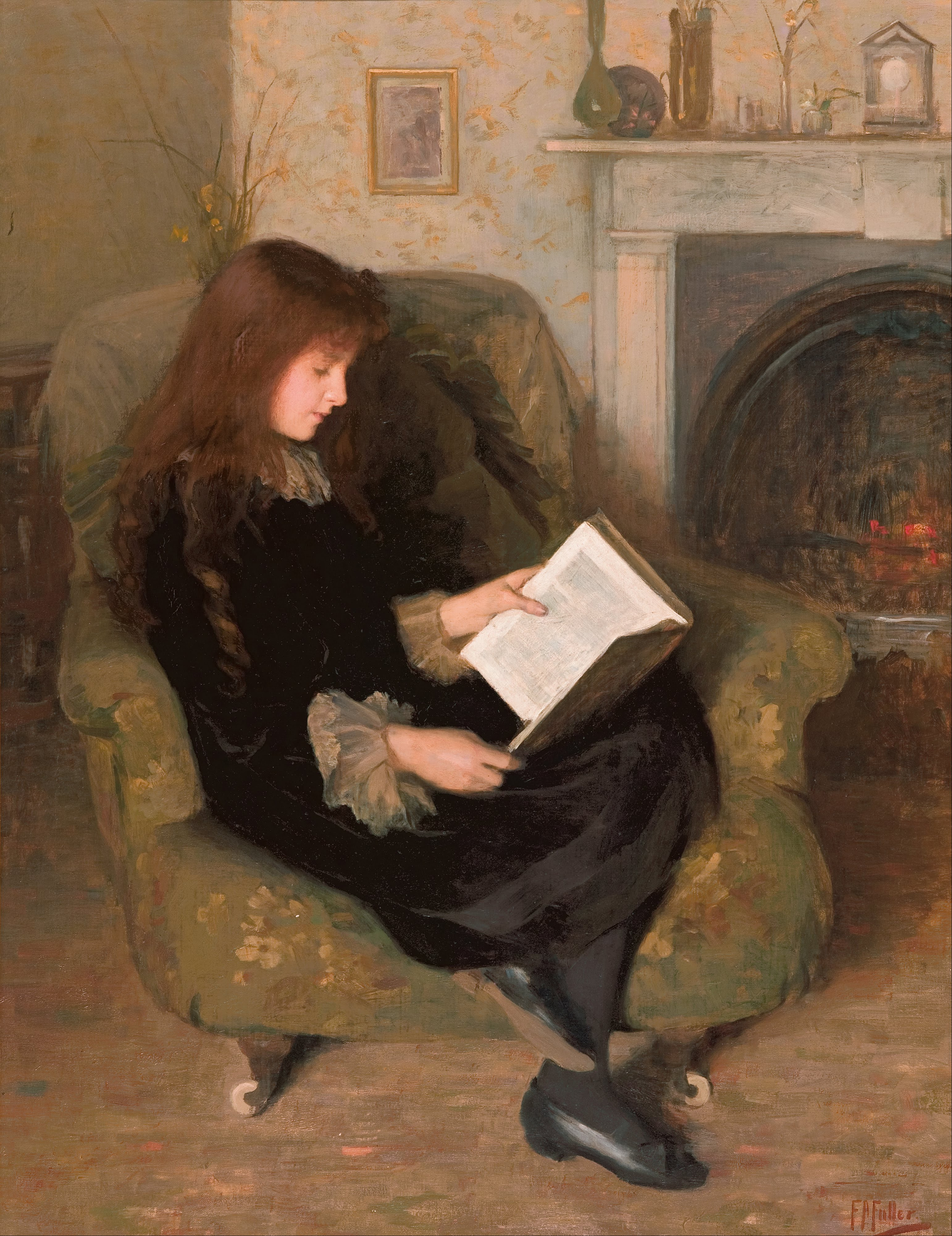
Inseparables, cerca 1900

En 1892, Fuller viajó a a Cabo de Buena Esperanza para convalecer de una enfermedad y una herida, su biógrafa Joan Kerr no lo específica. Kerr afirma que hizo un viaje "presumiblemente con su hermana casada Chrissie" Esta es probablemente una referencia a la hermana de Florencia, Louisa Christie Fuller, que se había casado en Sudáfrica con Charles Carty Lance, en 1980. Mientras estuvo allí, se hospedó en la casa de su tío Sir Thomas Ekins Fuller, miembro del parlamento de Cabo de Buena Esperanza, y a través de él conoció a Cecil Rhodes, al primer ministro de allí, quien la contrató para pintar un paisaje mostrando sus aposentos. Dos años después, Fuller viaja a Inglaterra y a Francia, donde permanece por una década.
En los 1890s, los artistas australianos que estudiaban en el extranjero preferían París en lugar de Londres, y Fuller no fue la excepción; otros australianos estudiaban en Francia por ese tiempo tales como Agnes Goodsir, Margaret Preston, James Quinn y Hugh Ramsay. Fuller estudió primero en la Académie Julian con maestros tales como William-Adolphe Bouguereau y Raphaël Collin, uno de cuyos estudios ella administraba por ese tiempo.
Muchas de las escuelas de arte francesas había abierto recientemente sus puertas a las mujeres, y las estudiantes de la Académie Julian experimentaban condiciones de pobreza, hacinamiento y desprecio por parte de sus maestros. A pesar de esto, el talento de Fuller se desarrolló y los críticos contemporáneos realizaron comentarios a favor de la influencia de su educación francesa.
Durante su estancia en Europa, Fuller tuvo mucho éxito. Tras su retrato en pastel fue aceptada por el Salón de París en 1895, dos de sus pinturas fueron exhibidas en 1896, seguidas por otra, La Glaneuse, en 1897, en el año en que también aceptaron su trabajo en la Academia Real (Royal Academy) de Londres. Expuso en muchos otros lugares: el Instituto Real de Pintores al Óleo y la Galería de Arte de Manchester en Inglaterra, y la Sociedad de Artistas de Victoria y la Sociedad de Artistas de Nueva Gales del Sur, así como el estudio de Melbourne de Jane Sutherland. . Hubo incluso una pintura "Paisaje", colgada en la exhibición del 50.º aniversario de la fundación de Bendigo. No todo su tiempo pasó en Europa, sin embargo; en 1899 Fuller volvió a Sudáfrica a pintar para Cecil Rhodes, una fuente sugiere que ella preparó cinco retratos para la fundadora de Rhodesia. Un periódico reporta que Fuller también viajó e hizo esbozos en Gales, Irlanda e Italia.
Mientras estuvo en Europa, Fuller pintó "Inseparables", que retrata la figura de una muchacha sentada leyendo un libro y fue adquirida por la Galería de Arte del Sur de Australia. Cuando colgaron el trabajo como parte de su exhibición "Los Eduardianos", la Galería Nacional de Australia describió el cuadro como una sugerencia de amor a la lectura; en contraste, la historiadora de arte Catherine Speck considera el trabajo como "subversivo" porque retrata a una joven mujer "obteniendo conocimiento".
En noviembre de 1902, la Exhibición Internacional de Australia Federal tuvo lugar. Su apertura estuvo a cargo del gobernador de Victoria George Clarke, quien mencionó en su discurso que la meta de esa exhibición era "el progreso industrial de Australia". El evento ocupó el edificio entero de la Exhibición Real en Melbourne, y fue dominado por una exhibición de arte, tanto australiana como internacional. Incluidas en esta extensiva muestra de pinturas estaban seis de las obras de Fuller.

## Perth

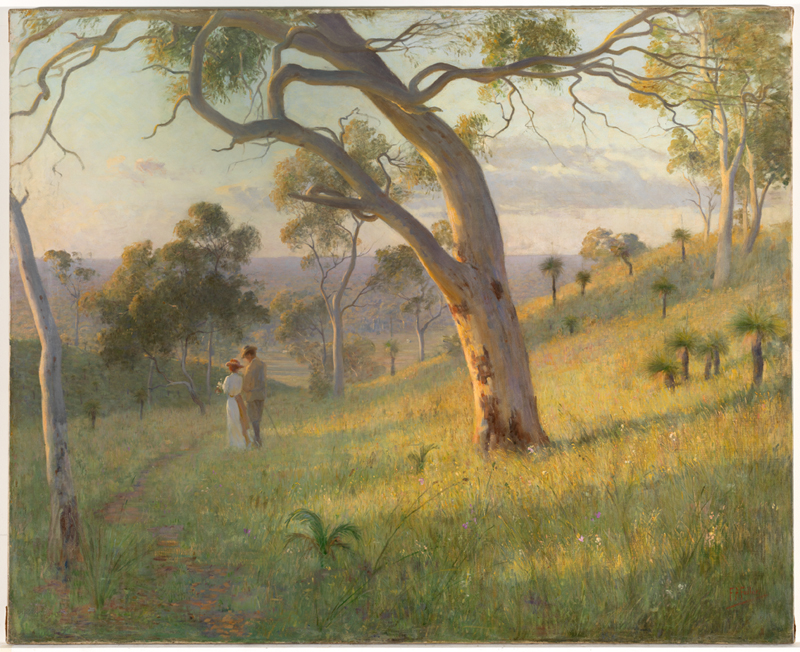
La Hora Dorada, 1905

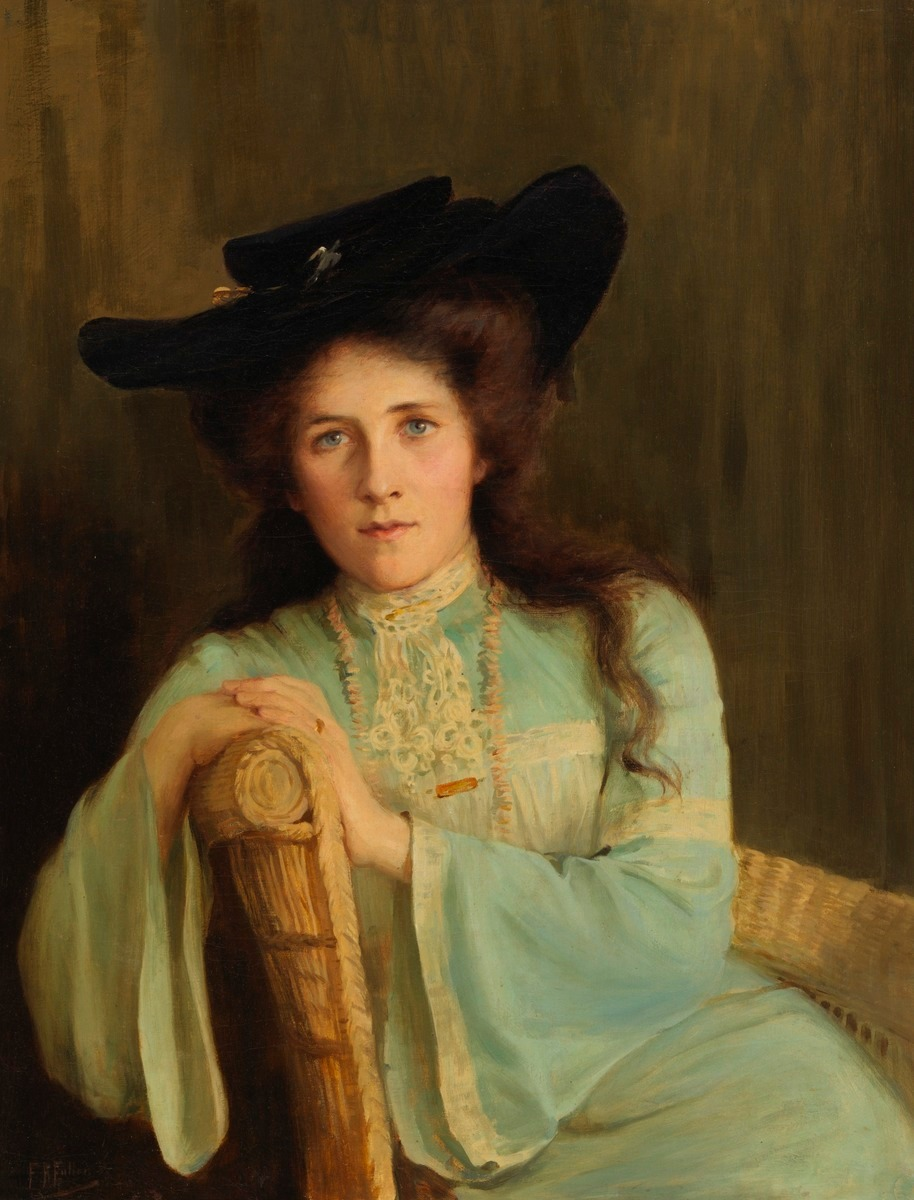
Retrato de Deborah Vernon Hackett, circa 1908

Mayor reconocimiento obtuvo con la exhibición de una de las pinturas de Fuller, "Brisas de Verano" en la Academia Real en 1904. Otros artistas australianos cuyos trabajos fueron colgadas en ese tiempo son Rupert Bunny, E. Phillips Fox, Albert Fullwood, George Lambert y Arthur Streeton, pero Fuller fue la única artista femenina representada con sus obras. Una crítica en el diario The West Australian observaba:
Sobre su trabajo;... es esencialmente australiana en cada detalle. Parada en un parque luminoso australiano, una rubia australiana sostiene su sombrero de verano contra las caricias bruscas de la brisa australiana -un tema simple pero grandioso en su simplicidad  ... Al lado de su sugerencia de brisa y la luz del sol, el retrato incidental de la gracia esbelta, el cuadro es admirable por su esquema de colores. ... Los detalles del cuadro ponen al descubierto un cuidado incansable.
Cuando "Brisas de Verano" fue exhibida, Fuller había regresado a Australia, no a su antiguo hogar en Melbourne sino a Perth, en Australia Occidental, donde se encontró con su hermana, la cantante Amy Fuller. 
Con poco más de 30 años de edad, su contexto hizo a Fuller "una de las artistas más experimentadas en Australia Occidental en ese tiempo" En los siguientes cuatro años, Fuller pintó retratos, incluyendo uno del político de Australia Occidental, James George Lee Steere, realizado luego de su muerte a través de fotografías y recuerdos de quienes lo conocían, y fue adquirido por la Galería de Arte de Australia Occidental. También se hizo cargo de estudiantes, incluida la artista franco-australiana Kathleen O'Connor.
Las pinturas de Fuller de este periodo incluyen "La Hora Dorada", descripta por la Galería Nacional de Australia como "una obra maestra"... que nos brinda una gentil mirada a las personas, lugar y tiempos que formaron nuestra historia". La pintura, un óleo en lienzo de 109 cm de alto y 135 cm de ancho, retrata a un hombre y a una mujer parados juntos en un área rural en una tardecita, rodeados de césped, gomeros y Xanthorrhoea. 
Cuando el cuadro fue puesto a la venta en 2012, el catálogo de la casa de remates afirmaba que había pertenecido a William Ride, antiguo director del Museo de Australia Occidental. Afirmaba: 
Los propietarios actuales aseguran que el Profesor Ride siempre entendió que las figuras en el cuadro eran Sir John Winthrop Hackett (propietario en ese entonces del diario The West Australian, conocido por sus negocios y filantropía, cuyos donativos hicieron posible la construcción de los edificios de la Universidad de Australia Occidental (University of Western Australia) y de la residencia de la facultad St. George) y su nueva esposa, Deborah Vernon Hackett".
Además de aparecer como una pequeña figura femenina en "Una Hora Dorada", Deborah Vernon Hackett también fue retratada en otras obras, pintada en 1908, de nuevo durante el tiempo en que Fuller estuvo en Perth.

Anne Gray, directora del departamento de Arte australiano de la Galería Nacional de Australia, notó el acercamiento a la mujer del dueño del diario:
Fuller la retrató con comprensión, capturando la gracia y el encanto de la joven mujer. Pero ella también capturó la complejidad del carácter de la joven Sra. Hackett a través de su vestido azul pálido, suave y femenino, y a través del sombrero negro y su mirada directa.

Fuller realizó otras pinturas para los Hacketts. En una pieza de 1937, reflejando el arte del siglo XX en Australia Occidental, un crítico estableció:
El Dr. Hackett era un buen patrón de la Srta. Fuller, y visitaba frecuentemente su digno estudio, encima de su oficina en las viejas cámaras de Australia Occidental. El primer retrato que vi de la Srta. Fuller fue sobre la Sra. E. Chase... El retrato fue encargado por el Dr. Hackett, y fue destinado a colgar en su galería. La Srta. Fuller pintó a a Lady Hackett antes y después de su matrimonio, y un cuadro de ella particularmente alegre como una joven juntando flores silvestres en el cerro Darlington. Sus retratos de los primeros bebés de la pareja Hackett eran estudios encantadores de la niñez.